# Redoutable (1928)
Redoutable (Q136) – francuski oceaniczny okręt podwodny z okresu międzywojennego i II wojny światowej, jednostka prototypowa swojego typu. Okręt został zwodowany 24 lutego 1928 roku w stoczni Arsenal de Cherbourg, a do służby w Marine nationale wszedł w lipcu 1931 roku. Jednostka pełniła służbę na Morzu Śródziemnym, a od zawarcia zawieszenia broni między Francją a Niemcami znajdowała się pod kontrolą rządu Vichy. 27 listopada 1942 roku „Redoutable” został samozatopiony w Tulonie. Podniesiony przez Włochów, został ponownie zatopiony przez alianckie samoloty 11 marca 1944 roku.

## Projekt i budowa
„Redoutable” zamówiony został na podstawie programu rozbudowy floty francuskiej z 1924 roku. Projekt (o sygnaturze M5) był ulepszeniem pierwszych powojennych francuskich oceanicznych okrętów podwodnych – typu Requin. Poprawie uległa krytykowana w poprzednim typie zbyt mała prędkość osiągana na powierzchni oraz manewrowość. Posiadał duży zasięg i silne uzbrojenie; wadą była ciasnota wnętrza, która powodowała trudności w dostępie do zapasów prowiantu i amunicji. Konstruktorem okrętu był inż. Jean-Jacques Roquebert.
„Redoutable” zbudowany został w Arsenale w Cherbourgu. Stępkę okrętu położono w 1925 roku, został zwodowany 24 lutego 1928 roku, a do służby w Marine nationale przyjęto go w lipcu 1931 roku. Jednostka otrzymała numer burtowy Q136.

## Dane taktyczno–techniczne
„Redoutable” był dużym, oceanicznym okrętem podwodnym o konstrukcji dwukadłubowej. Długość całkowita wynosiła 92,3 metra (92 metry między pionami), szerokość 8,2 metra i zanurzenie 4,7 metra. Wyporność standardowa w położeniu nawodnym wynosiła 1384 tony (normalna 1570 ton), a w zanurzeniu 2084 tony. Okręt napędzany był na powierzchni przez dwa silniki wysokoprężne Sulzer o łącznej mocy 6000 koni mechanicznych (KM). Napęd podwodny zapewniały dwa silniki elektryczne o łącznej mocy 2000 KM. Dwuśrubowy układ napędowy pozwalał osiągnąć prędkość 17 węzłów na powierzchni i 10 węzłów w zanurzeniu (na próbach okręt osiągnął 19 węzłów). Zasięg wynosił 10 000 Mm przy prędkości 10 węzłów w położeniu nawodnym (lub 4000 Mm przy prędkości 17 węzłów) oraz 100 Mm przy prędkości 5 węzłów pod wodą. Zbiorniki paliwa mieściły 95 ton oleju napędowego. Dopuszczalna głębokość zanurzenia wynosiła 80 metrów, a czas zanurzenia 45-50 sekund. Autonomiczność okrętu wynosiła 30 dób.
Okręt wyposażony był w siedem wyrzutni torped kalibru 550 mm: cztery na dziobie i jeden potrójny zewnętrzny aparat torpedowy. Prócz tego za kioskiem znajdował się jeden podwójny dwukalibrowy (550 lub 400 mm) aparat torpedowy. Na pokładzie było miejsce na 13 torped, w tym 11 kalibru 550 mm i dwie kalibru 400 mm. Uzbrojenie artyleryjskie stanowiło działo pokładowe kal. 100 mm M1925 L/45 oraz zdwojone stanowisko wielkokalibrowych karabinów maszynowych Hotchkiss kalibru 13,2 mm L/76.
Załoga okrętu składała się z 4 oficerów oraz 57 podoficerów i marynarzy.

## Służba
W momencie wybuchu II wojny światowej okręt pełnił służbę na Morzu Śródziemnym w składzie 7. dywizjonu 1. Flotylli okrętów podwodnych w Tulonie. Dowódcą jednostki był w tym okresie kpt. mar. C.E.G. Barde. 1 listopada 1939 roku „Redoutable” oddał 4 strzały ostrzegawcze w kierunku napotkanego statku handlowego, który odpowiedział ogniem zmuszając okręt do zanurzenia. Niedoszłym niemieckim łamaczem blokady okazał się aliancki parowiec „Egba” (4989 BRT). W dniach 19 grudnia 1939 roku – 19 stycznia 1940 roku okręt wziął udział w poszukiwaniach niemieckiego rajdera „Admiral Graf Spee”. W czerwcu 1940 roku okręt był jednostką flagową 7. dywizjonu okrętów podwodnych stacjonując w Bizercie, a jego dowódcą był wówczas kpt. mar. J.H. Cosleou. Jednostka uczestniczyła w tym miesiącu w patrolowaniu środkowej części Morza Śródziemnego. Po zawarciu zawieszenia broni między Francją a Niemcami okręt znalazł się pod kontrolą rządu Vichy (rozbrojony w Tulonie). 27 listopada 1942 roku, podczas ataku Niemców na Tulon, jednostka została samozatopiona. Okręt został później podniesiony przez Włochów, lecz 11 marca 1944 roku został ponownie zatopiony przez alianckie samoloty.